# Montauri
Montauri é um município brasileiro do estado do Rio Grande do Sul. 
Segundo o censo brasileiro de 2000, efetuado pelo IBGE, Montauri era o único município brasileiro cuja totalidade da população se declarara branca. No censo de 2010, a população branca era de 99,1%, a maior proporção entre todos os municípios brasileiros e empatado com o município também gaúcho de Três Arroios.
De acordo com o censo de 2022, Montauri também é o município com o maior percentual de população católica, com cerca de 98,3% da população professando a fé católica.

## História
Existem relatos de colônias de imigrantes alemães vivendo onde hoje é a Linha 15 – José Bonifácio – e também na Linha 13 – Tiradentes –, indicando que as redondezas do que hoje é a sede do município já haviam sido povoadas antes da chegada dos italianos, frequentemente considerada como o “ponto de partida” da história de Montauri. Existem ainda registros a respeito de um homem chamado J. Ruivo, que por volta de 1893, teria habitado o local hoje ocupado pela sede; entretanto, não se conhece sua origem nem seu destino após a colonização italiana.
Os primeiros imigrantes de origem italiana chegaram em 1904, provenientes de Nova Trento, hoje município de Flores da Cunha.José Dalacort, Ângelo Colet, Ângelo Vial, Mario Benatti e Vitor Spada acompanhados de familiares foram os primeiros imigrantes italianos a chegar nessas terras abrindo trilhas em meio a mata fechada.Logo depois, Henrique Nardi, Toni Calza e Toni Ciota se juntaram às famílias que aqui estavam dando origem ao vilarejo que começou a receber mais famílias e com isso aparecem os primeiros registros de comércio e profissões. Em 1910, Henrique Nardi instalou o primeiro estabelecimento comercial.
Como imigrantes ou descendentes italianos, as primeiras famílias montaurienses eram muito perseverantes na fé, assim, construíram a primeira capela de madeira, assistida espiritualmente pelo Vigário de Casca, Pe. Aneto Bogni. Em maio de 1913, começou a funcionar a primeira aula municipal, sendo o Sr. Orestes Cima o primeiro professor.
Em 21 de outubro de 1926, através do Ato Municipal nº 51 do Intendente de Guaporé, o povoado passou a denominar-se Montauri, em homenagem ao Dr. José Montaury de Aguiar Leitão. Elevado à categoria de distrito em 1º de julho de 1936. Em 25 de janeiro de 1937 fora criada por Dom João Becker a Paróquia São José, tendo como primeiro pároco o Pe. Marcos Rampi.

Pela Lei Estadual nº 3.932, de 22/07/1960, o distrito de Montauri é desmembrado de Guaporé para constituir o novo município de Serafina Corrêa. Elevado à categoria de município pela Lei Estadual nº 8.607, de 09/05/1988. O município é instalado em 01/01/1989, constituído do distrito-sede.